# دودمان پانزدهم مصر

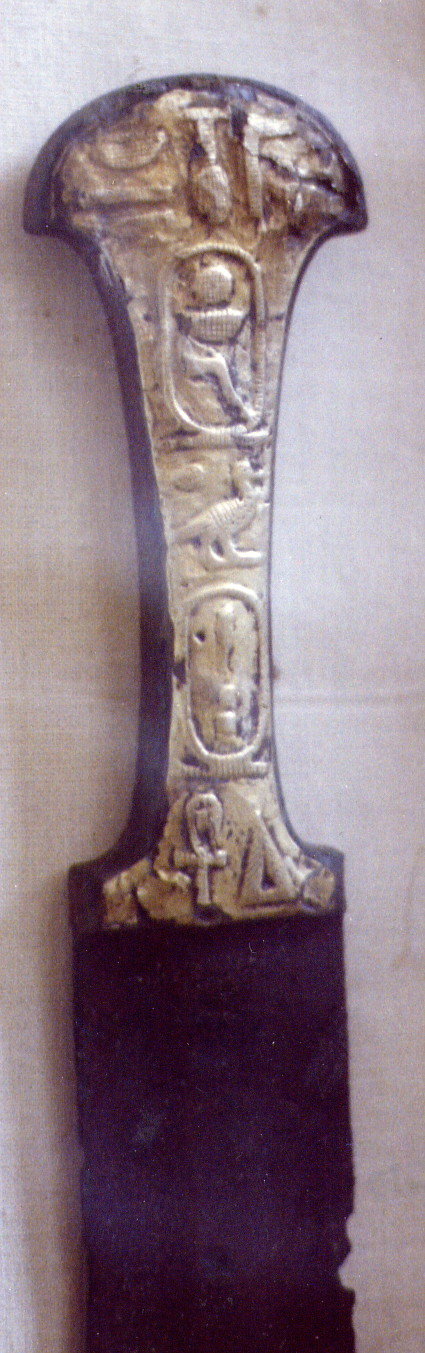
خنجری با نام آپوپی بر روی دسته‌اش، موزه مصر، قاهره

دودمان پانزدهم مصر باستان دوره‌ای از تاریخ دودمانی مصر است که اغلب به همراه دودمان‌های سیزده، چهارده، شانزده، و هفده زیر عنوان دوره دوم میانی مصر شناخته می‌شود. این دوره هنگامی است که هیکسوسها کنترل بخش شمالی مصر در دلتای نیل را در دست گرفتند. بر طبق نوشته‌های مان‌تو، شش فرعون در این دودمان فرمانروایی کردند. نام آن‌ها در ستون نهم فهرست پادشاهان تورین موجود است. به نظر می‌رسد که این دودمان از حوالی سال ۱۶۵۰ پیش از میلاد مسیح اعلام وجود کرد و تا ۱۵۵۰ پ.م. ادامه پیدا کرد.
پادشاهان شناخته شدهٔ این دودمان به شرح زیر هستند:
- سالیتیس
- ششی ماعیبرع
- یاکوب‌هر
- خیان
- آپوپی
- خامودی